# 炭釜横穴古墳群

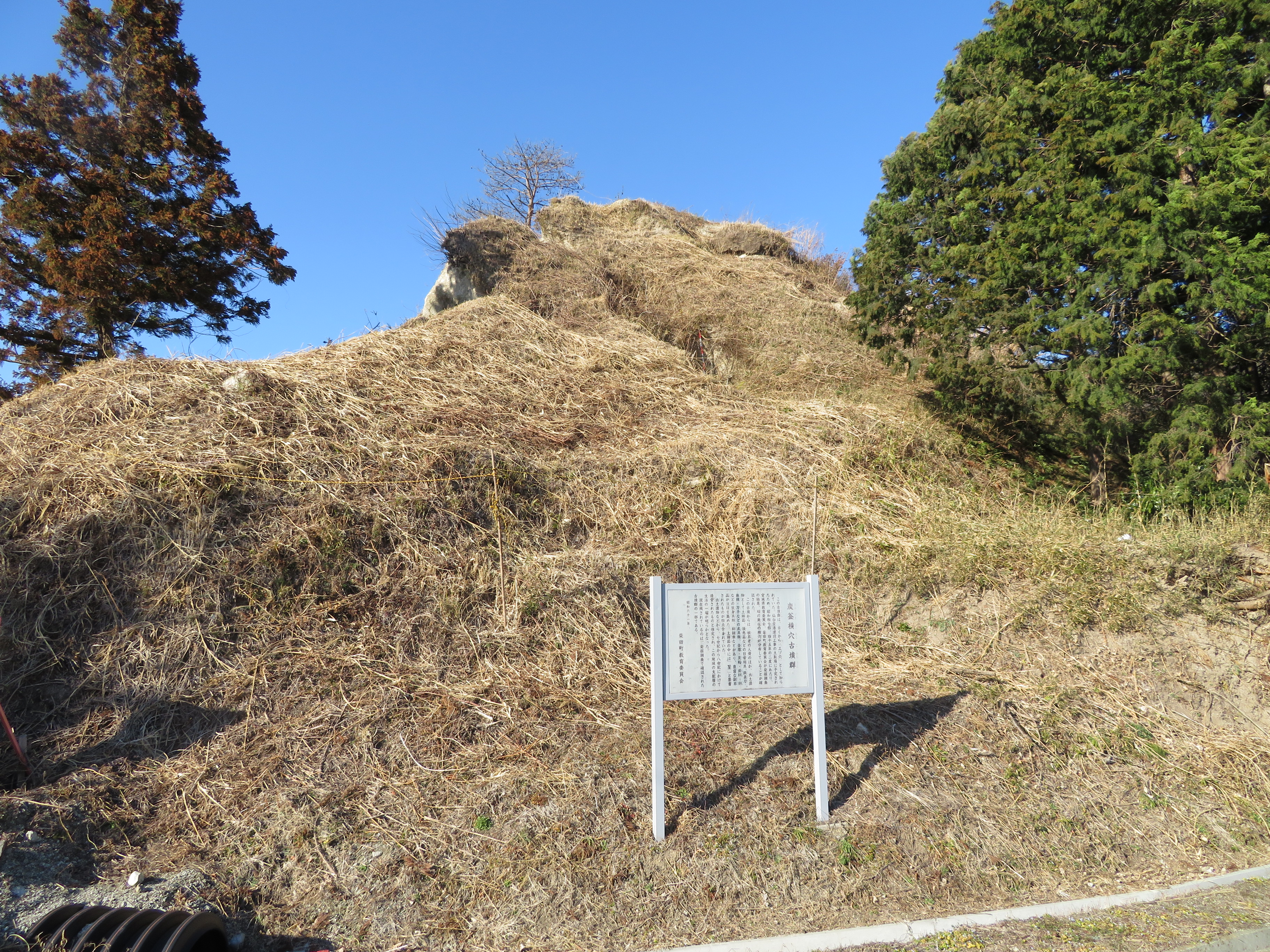
炭釜横穴古墳群

炭釜横穴古墳群（すみがまよこあなこふんぐん）、または炭釜横穴墓群（すみがまよこあなぼぐん）は、宮城県柴田郡柴田町四日市場にある横穴墓群遺跡である。町指定史跡（1969年）。7世紀から8世紀、古墳時代終末期から奈良時代にかけて造営されたと推定されている。

## 概要
仙台空港建設の際、土取り場所と予定されたため1969年（昭和44年）、1970年（昭和45年）の2度にわたり発掘調査が行われた。宮城県・柴田町教育委員会による発掘調査の結果、蜂の巣状の墓穴墓群が分布していることが確認された。横穴墓からは被葬者の人骨、土師器・須恵器などの土器のほか、武具類、馬具、装身具類などが出土している。
調査後、土砂の採取が行われ横穴墓群の後方の部分が失われている。

## 所在地
- 宮城県柴田郡柴田町四日市場炭釜

- 柴田町四日市場 - 地理院地図
- 炭釜横穴古墳群 - Google マップ